# Optisk projektion
En optisk projektion är avbildning av ett föremål på ett annat ställe med hjälp av linser, speglar eller andra optiska element. Avbildningen kan vara en reell bild, som kan göras synlig på en skärm eller mattskiva, eller en virtuell bild som endast kan göras synlig med öga eller optiskt instrument därför att bilden ligger till exempel på andra sidan av en negativ lins, som i en galileisk kikare. Projektionen kan vara i annan skala än det ursprungliga föremålet, större eller mindre.